# Gustaf Henrik von Siegroth
 Gustaf Henrik von Siegroth, född på 1670-talet, död 1709, militär och överste för Dalregementet. Han var son till överstelöjtnanten Hans Henrik von Siegroth som naturaliserades som svensk adelsman 1668 och stupade 1676 vid Lund. Siegroth studerade en tid vid Uppsala universitet och deltog med kungligt stöd som volontär och kapten i franska armén under deras fälttåg i Nederländerna 1693–1695.
I den svenska armén befordrades han snabbt, löjtnant vid Livgardet 1695 och kapten där 1700. År 1702 blev han överstelöjtnant vid Dalregementet, ett regemente som då räknades som ett av arméns allra främsta. Eftersom befälhavaren vid regementet Magnus Stenbock oftast befann sig på andra uppdrag blev han regementets egentlige befälhavare, riktig överste för regementet blev han 1706.
Siegroth deltog med stor utmärkelse i de flesta av Karl XII:s stora segrar och framåt det ryska fälttåget var han en av kungens mest betrodda män. Det var inte ovanligt att Siegroth fungerade som en slags kunglig stabschef. I det olyckliga slaget vid Poltava 1709 blev Siegroth dödligt sårad när han ledde sitt regemente i striderna kring redutterna.